# Macrocypraea cervus
Espèce
Macrocypraea cervus Porcelaine daine de l'Atlantique est une espèce de mollusque gastéropode marin appartenant à la famille des Cypraeidae.
- Répartition : Caraïbes, (sud de la Floride, Bahamas et Yucatan).
- Longueur : 19 cm.

## Source
- (en) Gastropods.com